# Josine Blok
Josine Henriëtte Blok (nacida el 9 de junio de 1953) es una erudita clásica holandesa. Ha sido profesora de Historia Antigua y Civilización Clásica en la Universidad de Utrecht desde 2001.
Blok nació en Oegstgeest. Asistió al gymnasium y posteriormente estudió historia en la Universidad de Groningen entre 1971 y 1978. En octubre de 1991, obtuvo su doctorado en la Universidad de Leiden con el profesor Henk Versnel, con una tesis titulada: "Amazones antianeirai." Interpretaties van de Amazonenmythe en het mythologisch onderzoek van de 19e en 20e eeuw en in archaïsch Griekenland ". En 2001, Blok fue nombrada profesora en la Universidad de Utrecht.
En 2003, Blok recibió una beca Vici otorgada por la Organización de Investigación Científica de los Países Bajos para la investigación sobre la ciudadanía en la Antigua Atenas. Fue elegida miembro de la Real Academia de Artes y Ciencias de los Países Bajos en 2011.